# Cosmos Höchst
Cosmos Höchst ist ein deutscher Futsal-Verein aus Frankfurt-Höchst, der in der Futsal-Regionalliga Süd spielte, der damals höchsten Futsal-Spielklasse in Deutschland.

## Geschichte
Das Team rekrutierte sich 2014 neu aus den Überbleibseln der Futsal-Abteilung von Eintracht Frankfurt und nahm damals auch den Platz der Frankfurter in der Futsal-Hessenliga ein. In der Saison 2014/15 wurde die Mannschaft Meister der Hessenliga und stieg in die Futsal-Regionalliga Süd auf. In der Saison 2016/17 wurde jedoch der letzte Tabellenplatz belegt, was den direkten Abstieg bedeutete.

## Erfolge
- Meister der Hessenliga und Aufstieg in die Futsal-Regionalliga Süd 2015
- Hessenpokalsieger 2016